# Joseph Avril
Pour les articles homonymes, voir Avril (homonymie).
Joseph Avril, de son nom complet Joseph Louis Jean Avril, est un homme politique français né le 7 juin 1807 à Steinach (Autriche) et décédé le 1er mars 1878 à Pointe-à-Pitre (Guadeloupe).

## Biographie
Instituteur, il est élu député de l'Isère en 1849 et siège au groupe d'extrême gauche de la Montagne. Compromis dans la journée du 13 juin 1849, il s'exile et est déchu de son mandat.

## Sources
- « Joseph Avril », dans Adolphe Robert et Gaston Cougny, Dictionnaire des parlementaires français, Edgar Bourloton, 1889-1891 [détail de l’édition]
- Archives numérisées en ligne de la Guadeloupe. Acte de décès n°131, commune de Pointe-à-Pitre, année 1878